# Hungerbrot

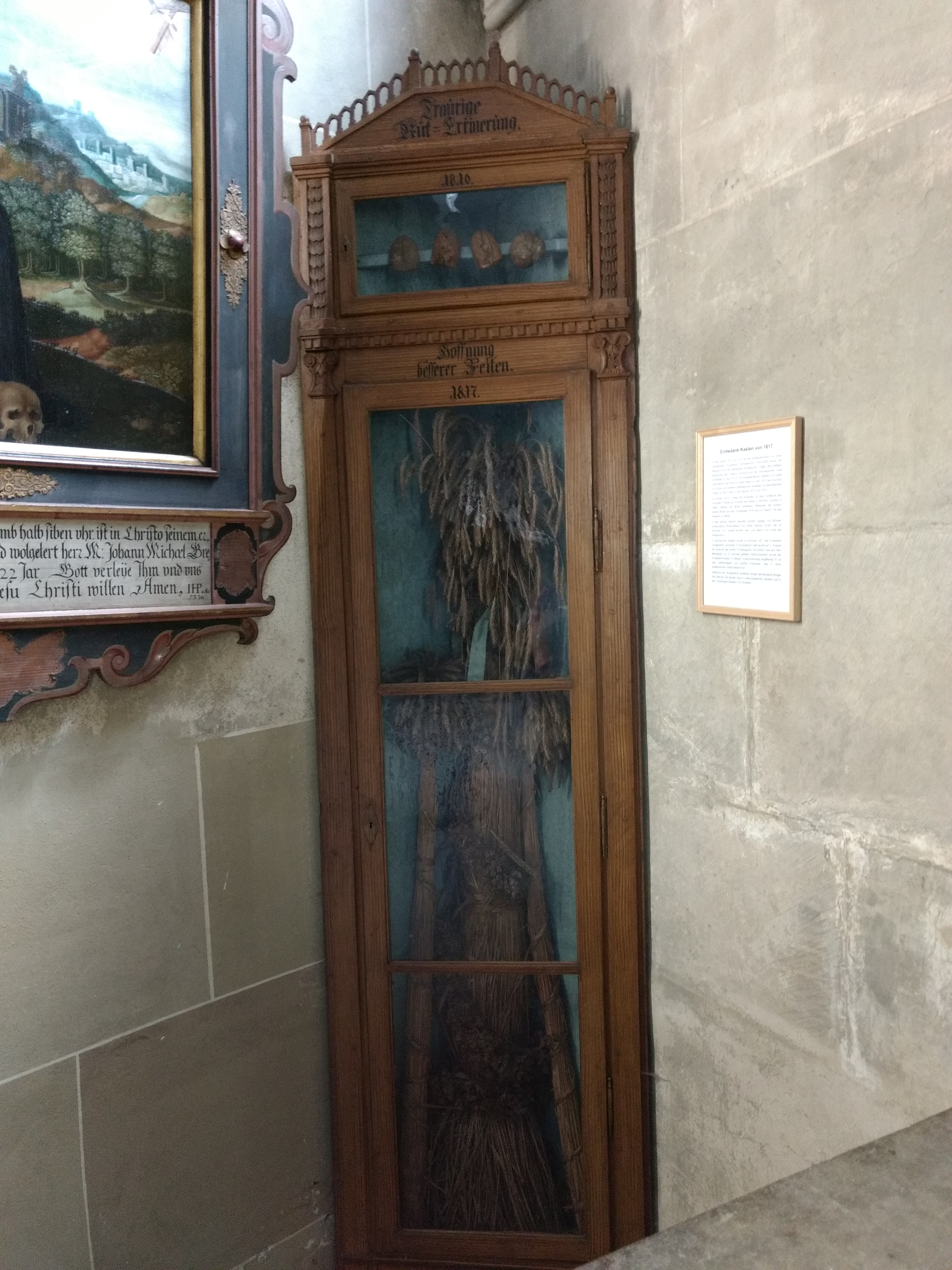
Erntedankkasten zur Erinnerung an die Hungersnot 1816/1817 in Schwäbisch Hall: oben Hungerbrote, unten Ähren

Als Hungerbrot wird ein in Notzeiten gebackenes Brot bezeichnet. Teils wurde das knappe Mehl gestreckt, teils die Größe des Brotlaibs verringert, so dass man zum früheren Preis eines Brotes nur noch eine Art Semmel erhielt. Am besten ist das Phänomen aus dem Jahr ohne Sommer (1816) dokumentiert, aber nicht darauf beschränkt.

## Brotrezepte des 19. Jahrhunderts
Überliefert sind Rezepte und Zutaten von Hungerbroten. Sie enthielten beispielsweise Sägemehl, was den Geschmack wenig beeinträchtigte, aber nur kurzfristig sättigte. In Württemberg verwendete man ausgepresste Leinsamen als Backzutat. Andere experimentierten in der Hungerkrise von 1816/1817 mit Stroh, Moos und Heu. Der Zweck dieser für den Organismus wertlosen Zutaten war, durch Ballaststoffe das Hungergefühl zu beruhigen. Wegen der Beimischung von Fasern (bis zu 25 %) gingen die Brote aber nicht richtig auf, sie waren klein und hart.

### Brote mit Wildkräutersamen

#### Sauerampfer
Aus Schweden ist ein Sauerampferbrot (syrgräsbröd) bekannt. Dazu wurde der Samen von Wiesen-Sauerampfer (Rumex acetosa) mit anderen Kräutern, manchmal auch mit gemahlener Lindenrinde, getrocknet und zermahlen und mit Mehl und Hefe gebacken.

#### Gänsefuß
Lew Tolstoi berichtete von einer Hungersnot im russischen Gouvernement Tula (1892):

„Der erste Eindruck, welcher bestätigte, daß die Lage der Bevölkerung in diesem Jahre eine besonders traurige sei, wurde durch das Brot hervorgebracht, welches zu einem Drittel und oft sogar zur Hälfte mit Melde vermischt ist und von jedermann gegessen wird, ein schweres bitteres Schwarzbrot, schwarz wie die Tinte. Die ganze Bevölkerung ißt dieses Brot, auch Kinder, Schwangere, stillende Frauen und Kranke.“

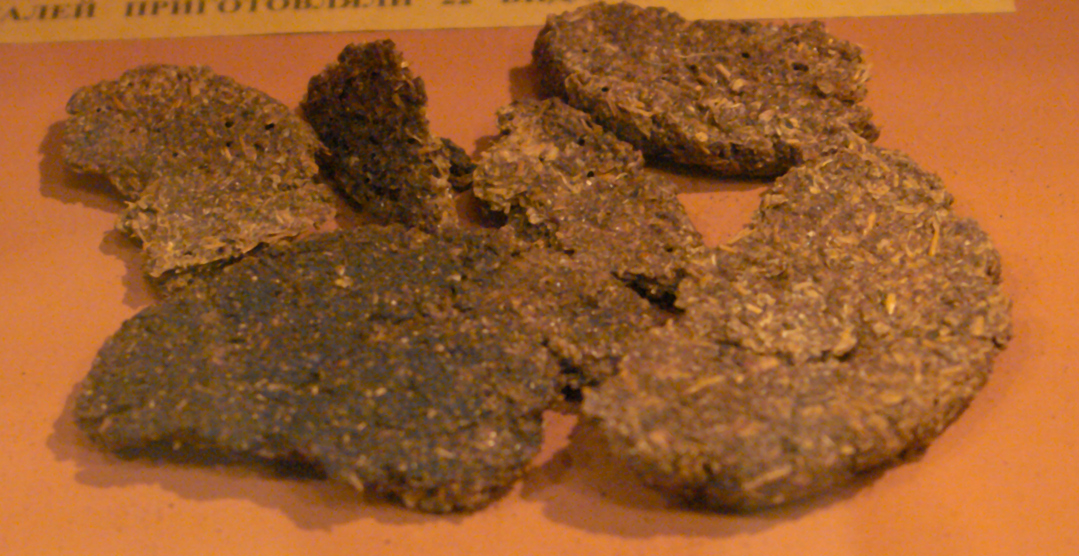
Während der Leningrader Blockade 1944 aß die Bevölkerung dieses Brot aus Gänsefußsamen und Kleie, frittiert mit Maschinenöl

Rudolf Virchow brachte 1893 von einem anthropologischen Kongress in Moskau ein solches russisches Hungerbrot mit, um es in Berlin analysieren zu lassen. In dem schwarzen, torfähnlichen Brot waren Samenkörner des Weißen Gänsefuß (Chenopodium album) verbacken worden. Das Brot war zwar arm an Stärke, aber reich an Eiweiß und Fett, also nahrhafter als Roggenbrot.

### Rindenbrote
Rindenbrote als Notnahrung sind aus Skandinavien bekannt, insbesondere aus Finnland. Das meist fladenförmige finnische Hungerbrot (pettuleipä) bestand aus Roggenmehl, gestreckt mit feingeschabtem Rindenbast von jungen Kiefern, bevorzugt von Pinus sylvestris. Gelegentlich fügte man dem Teig auch Sauerampfersamen, Flechten und mehlige Wurzeln hinzu. Die Menschen empfanden den terpentinartigen Geschmack nicht als unangenehm, so dass das Brot auch in normalen Zeiten gelegentlich gebacken wurde.

### Eichelbrot
Eichelbrot war vom 16. bis 18. Jahrhundert eine Notspeise während der periodisch auftretenden Hunger- und Teuerungskrisen in Mitteleuropa. Seit der Aufklärung wurde es auch als Billigbrot für die Armen empfohlen, konnten doch die Eicheln umsonst gesammelt werden. Der bittere Geschmack wurde durch Mischungen meist mit Roggen- und Dinkelmehl mundgerechter gemacht. Dichter und Historiker präsentierten Eichelbrot häufig als Speise der Germanen, doch dies trifft nicht zu. Während des Ersten Weltkrieges wurde Eichelbrot in Deutschland und Österreich als nahrhaftes Kriegsbrot empfohlen, doch der Widerhall blieb gering. Im Zweiten Weltkrieg unterblieben entsprechende Lenkungsmaßnahmen.
Auch auf Sardinien wurde in Notzeiten Eichelbrot gebacken. Um die Eicheln zu entbittern, wurden sie in der Erde vergraben oder mit Mergelwasser vermengt.

## Kriegsbrote im Ersten Weltkrieg

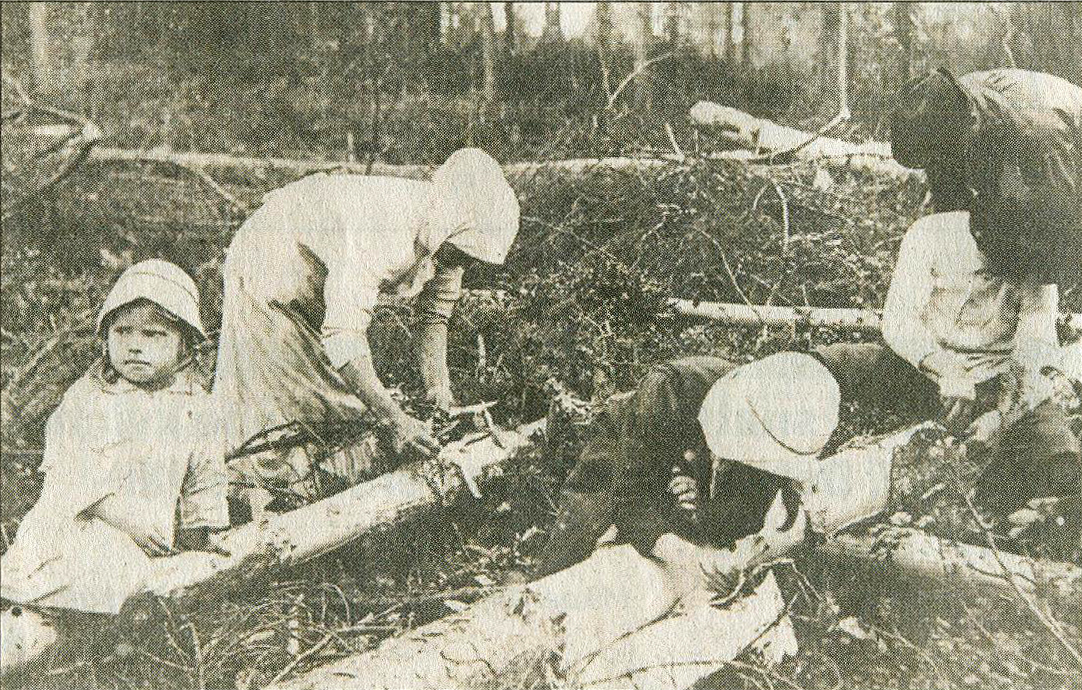
In der Hungersnot nach dem Finnischen Bürgerkrieg 1918 schält eine Familie Baumrinde, um aus dem Bast Mehl herzustellen

### Kartoffel-, Gersten- und Steckrübenbrot
Bereits zu Beginn des Ersten Weltkriegs mussten die Bäcker ihre Erzeugnisse mit Kartoffelmehl strecken. Es gab zwei Qualitäten: K-Brot (erhältlich als Feinbrot oder Schwarzbrot) enthielt 10–20 % Kartoffelmehl bzw. Kartoffelflocken, KK-Brot über 20 %. Im Januar 1915 wurde neben Kartoffelprodukten auch Gerstenmehl, Gerstenschrot und Kleie als Zusatz im K- und KK-Brot freigegeben. Im Mai 1916 kamen Mais- und Leguminosenmehl hinzu. Mais und Hülsenfrüchte wurden bald rar und teuer. Von größerem praktischen Wert für die Versorgung der Bevölkerung mit billigem Brot waren deshalb nur Gerstenmehl und -schrot. Im Winter 1916/17 wurden auch die Kartoffeln knapp. Daraufhin ersetzte Mehl aus getrockneten Steckrüben zeitweise das Kartoffelmehl. 1915 wurde ein von dem damaligen Kölner Beigeordneten und späteren Bundeskanzler Konrad Adenauer erfundenes Schrotbrot, ähnlich dem rheinischen Roggenschwarzbrot, bestehend aus Mais-, Gersten- und Reismehl sowie aus Kleie, patentiert. Es soll zwar nicht besonders schmackhaft gewesen sein, aber eine größere Hungersnot in Köln verhindert haben.

### Blutbrot
Der Pharmakologe Rudolf Kobert empfahl, aus Schlachtblut und Roggenschrot ein nahrhaftes Blutbrot herzustellen, wie dies in Estland bekannt war. Im Deutschen Reich wurde für Blutbrot geworben, aber die Mehrheit der Konsumenten lehnte es ab, obwohl dafür unverfängliche Namen wie „Spartanerbrot“ erfunden wurden. Andererseits stand Schlachtblut gar nicht in großen Mengen zur Verfügung, sodass der Verzehr des Blutbrots eine Art Modeerscheinung in bestimmten ernährungsbewussten Kreisen blieb.

## Hungerbrote als Erinnerungsstücke
Manchmal wurden Hungerbrote als Erinnerung an eine Notzeit aufbewahrt. So besitzt das Historische Museum Basel ein Basler Zwei-Batzen-Brötchen vom Juni 1817. Schwedens Kulturhistorisches Museum (Nordiska museet) in Stockholm besitzt eine Sammlung von Notbroten, besonders Rindenbrote. In der Kirche St. Michael in Schwäbisch Hall steht im Chorraum der sogenannte Erntedankkasten, der vier semmelartige Hungerbrote von 1816 und Ähren der neuen Ernte des Jahres 1817 enthält.